# Calaceit

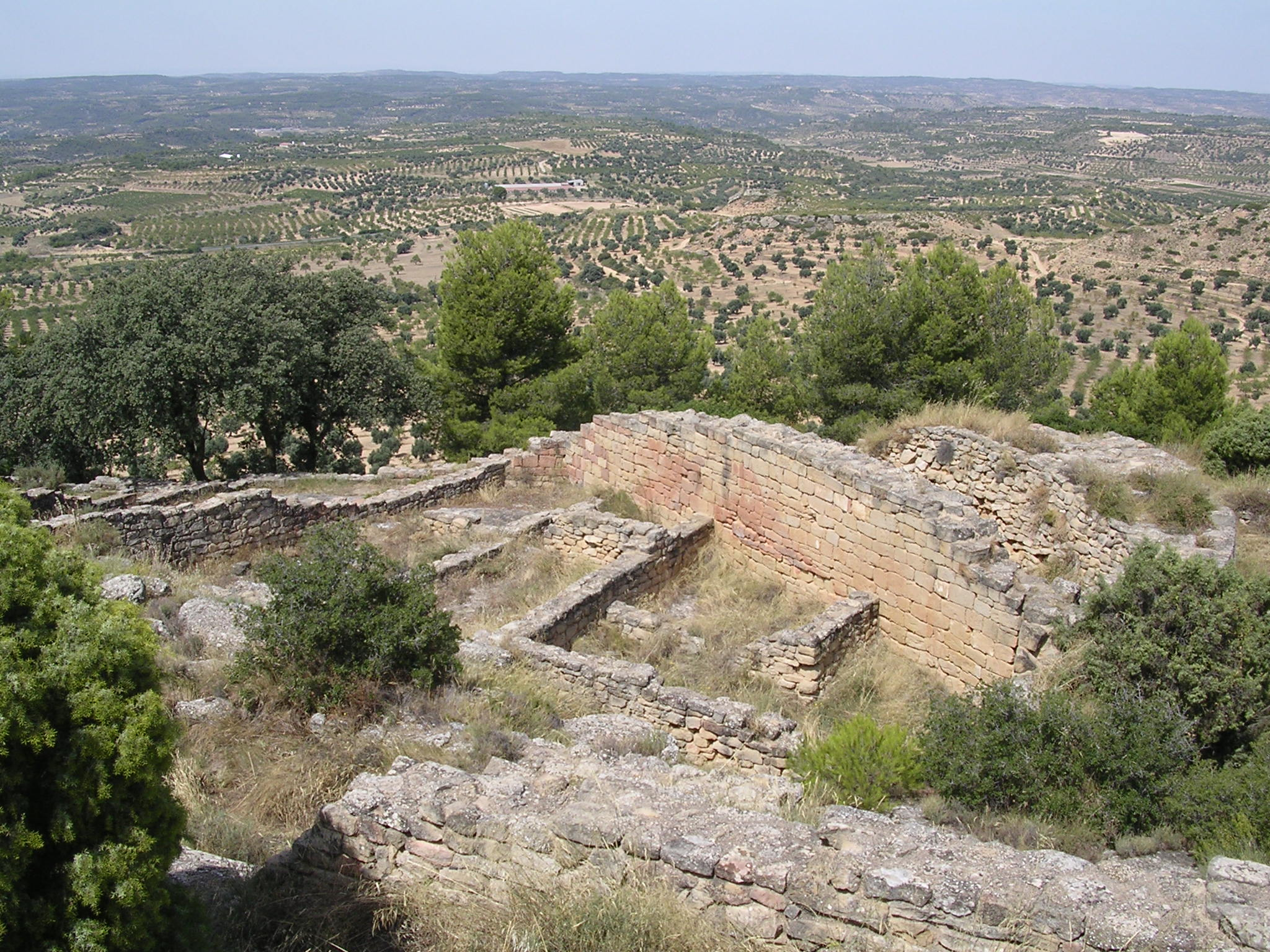
El poblat ibèric de Sant Antoni, a Calaceit

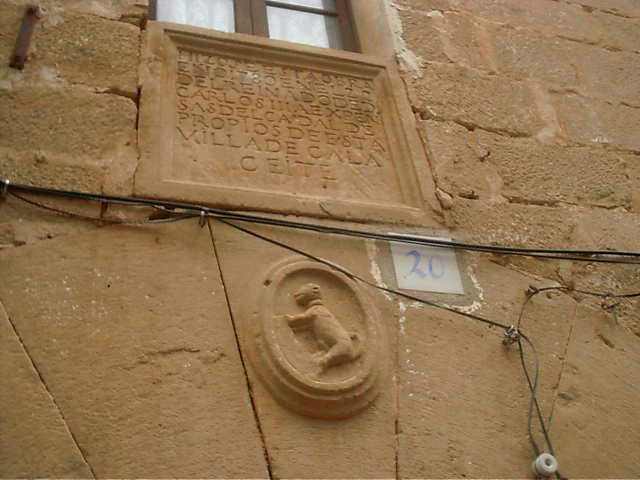
L'escut de Calaceit en la façana d'una de les cases de la vila

Calaceit (Calaceite, en castellà) és un municipi espanyol, situat a la Comunitat Autònoma de l'Aragó, a la província de Terol. La vila és la capital cultural de la comarca catalanoparlant del Matarranya, a l'anomenada Franja de Ponent o, també coneguda, com a Franja d'Aragó.

## Toponímia
Lo nom deriva de l'àrab qala'a Zayd, قلعة زيد ‘la fortalesa de Zayd‘. L'existència a l'Aragó de diversos topònims que inclouen la paraula Zayd (Beseit, Saidí, la Zaida, Binacet, etc.), suggereix la presència de la minoria xiïta zaydí en los districtes a l'est de Saraqusta.

## La vila
La vila de Calaceit se troba a 511 m d'altitud, en la carena d'un serrat que forma la divisòria d'aigües entre el riu d'Algars i el Matarranya, en lo qual sobreïxen los tossals de Sant Antoni, de Sant Cristòbol i del Castell. Lo nucli més antic se formà al voltant de l'antic castell, del qual no queden restes visibles, on se bastí també la primitiva església de Sant Pere, sembla que en lo mateix indret on se trobava l'antiga mesquita.
L'església arxiprestal de Santa Maria, al centre de la vila, és d'estil barroc i fou construïda en 1696-1710 sobre l'antiga església gòtica. D'àmplies proporcions, té tres naus i cúpula damunt lo creuer. La magnífica façana decorada amb columnes salomòniques i bells relleus té tres portes clavetejades per claus afiligranats únics en lo seu gènere. Conserva la relíquia de la Santa Espina, en un reliquiari de plata Neogòtic, de gran devoció.

## Demografia
La població havia estat relativament important ja a l'edat mitjana: lo Fogatge del 1495 dona 114 veïns (més de 500 persones) i el 1618 se n'havia duplicat la xifra (229 veïns). Al llarg del segle xix estigué sempre per damunt dels 2000 habitants, amb un màxim lo 1860: de 2952 habitants. Lo 1920 obtingué el màxim total amb 3.027 habitants; però des d'aleshores la corba demogràfica ha estat descendent, especialment los darrers decennis, fins a arribar a l'actualitat (es troba al voltant dels 1.100 habitants).

## Prehistòria
Lo terme és especialment ric en jaciments arqueològics. Les restes més antigues són les proporcionades per les pintures rupestres de la Vallrovira i les del mas de l'Avogat. Al Canyaret de Palissetes s'ha trobat un sepulcre col·lectiu de l'Eneolític amb l'ajuda d'Henri Breuil. I pel que fa a l'edat del bronze s'ha trobat i excavat lo poblat del Vilallong, que aparegué envoltat d'estructures funeràries tumulars. Però les restes més abundants són del període Ibèric. Lo jaciment més important és lo poblat ibèric de Sant Antoni, a 1 km al sud de la vila, excavat per l'arqueòleg calaceità Joan Cabré i per Pere Bosch Gimpera els anys 1903-1919. Bona part dels materials que s'hi van trobar són al Museu Arqueològic de Barcelona; estigué habitat als segles V-III aC. Al pla de les Ferreres, se trobà el famós thymiatérion, canelobre de bronze de gran valor conservat al Museu Arqueològic Nacional d'Espanya a Madrid. Altres poblats ibèrics són los del tossal Redó, els Castellans, les Ombries, lo Vilallong, la Vall de la Cabrera, les Ferreres i el Mas del Rei.

## Història
Pel que fa a les restes d'època islàmica, només s'han trobat escasses restes a les partides del Molí Nou i del Molí Vell, als assuts que donen l'entrada d'aigua de les séquies que reguen aquestes hortes.
Lo 1132 Alfons I d'Aragó i Pamplona conquerí Calaceit als andalusins, los quals tornaren a recuperar-la fins que la tornà a conquerir Ramon Berenguer IV lo 1149 amb l'ajut de Bernat de Cambrils, que ben aviat actuà com a primer senyor del lloc. Sembla, però, que la conquesta definitiva la realitzà Alfons II d'Aragó el Cast (1168-1169). Heretaren loas drets senyorials de Bernat de Cambrils lo seu fill i el seu gendre Rotllan de Cambrils i Dalmau Canyelles. I el 1209 los senyors de Cambrils retornaren los seus drets senyorials sobre Calaceit al rei Pere II d'Aragó el Catòlic, lo qual los atorgà al bisbe de Tortosa.
Lo 1271 l'orde de Calatrava adquirí el domini sobre Calaceit, la qual, a fi d'atraure nous pobladors a la vila atorgà una interessant carta de població on se concediren una sèrie de drets i privilegis i es constituïa la base del futur govern municipal. Lo 1442 Calaceit passà a mans del capítol i bisbe de Tortosa fins al 1823.
A mitjan segle xvii, època de guerres, malalties i calamitats (pesta del 1625, secada i mortaldat de 1646-1649, etc.), la vila a l'inici de la guerra dels Segadors, fou hostil, com Tortosa, a les tropes francocatalanes, les quals saquejaren la vila i la població fou reduïda. Malgrat esta època de guerra i calamitats, a partir de la fi del segle s'inicià una revifalla i una època de transformacions. Lo comerç de l'oli esdevingué florent i els traginers portaren los productes fins a indrets allunyats. Les fires de Santa Llúcia adquiriren gran importància i hi acudia gent de tota la comarca i també de les veïnes. Fou també una època d'importants construccions, com l'actual església i les capelles de la Mare de Déu del Pilar i de Sant Antoni.

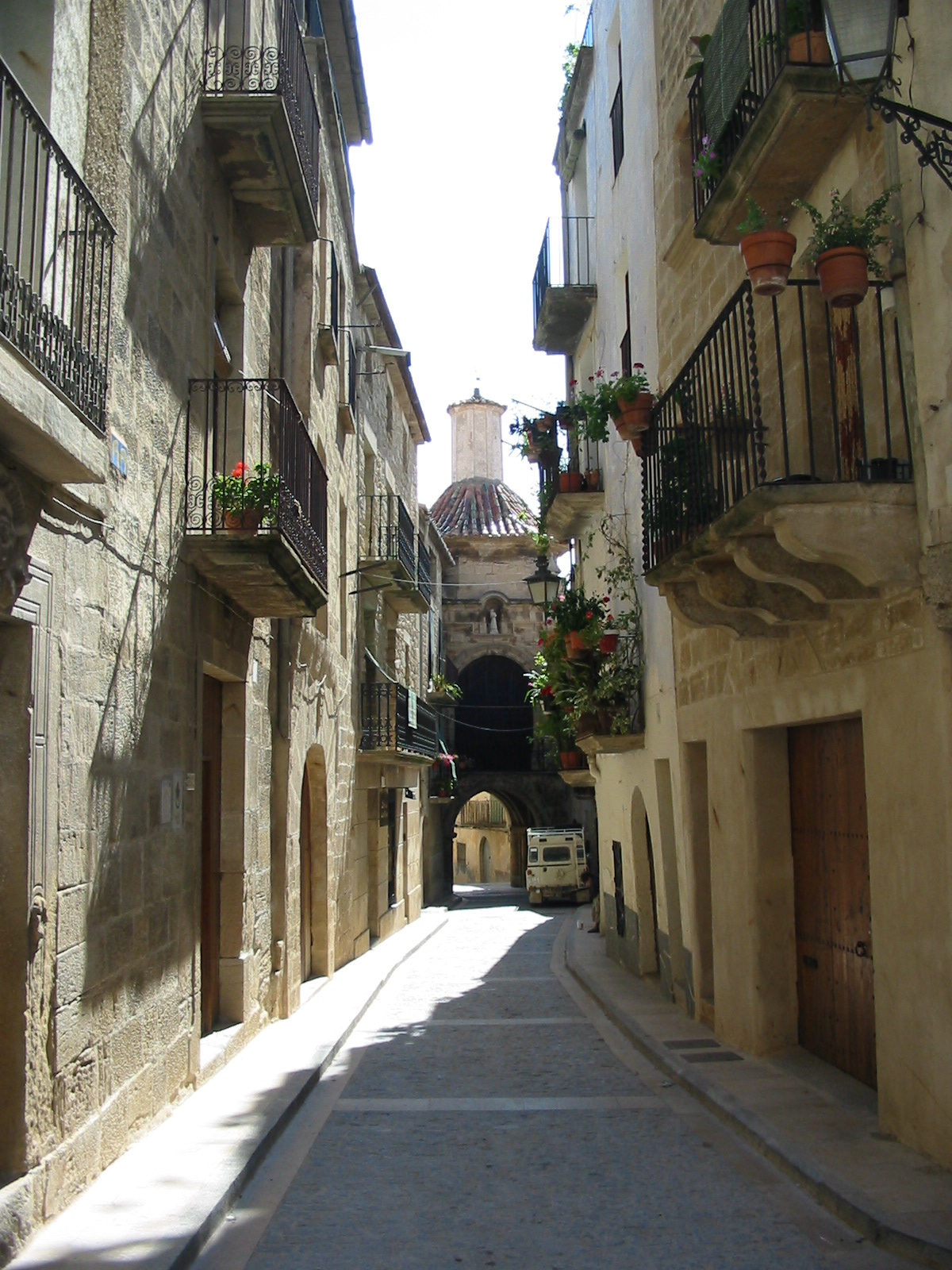
Carrers del nucli antic de Calaceit.

Esta època de prosperitat s'estroncà als principis del segle xviii amb la guerra de Successió. Calaceit se posà de banda de l'arxiduc Carles i les forces de Felip V prengueren a sang i foc la vila i moriren molts dels seus defensors.
Lo segle xviii fou econòmicament positiu i, a l'inici del segle xix, la guerra del Francès no tingué una incidència important en Calaceit, exceptuant les fortes contribucions que hagueren de pagar als francesos i a les tropes del país. Lo 1823 Calaceit s'alliberà del domini del capítol de Tortosa i esdevingué cap d'un Partit judicial, capitalitat que perdé aviat en favor de Vall-de-roures.
Calaceit visqué amb especial intensitat les Guerres Carlines, igual que tota la comarca, ja que s'hi esdevingueren fets destacats.
La guerra civil del 1936-1939 també fou viscuda amb intensitat per la població, que fou la primera a oferir resistència a les tropes del Front Popular vingudes des de Barcelona. L'entrada de les tropes republicanes al poble, després d'un intens tiroteig, lo 25 de juliol del mateix 1936 provocà diversos morts; seguidament lo sindicat llibertari de la CNT instaurà un règim de col·lectivitzacions que perdurà fins a l'entrada de les tropes franquistes a la primavera del 1938. Est últim fet significà la mort d'alguns republicans i l'exili de famílies cap a França principalment.
La precària economia de la postguerra i diverses gelades que arruïnaren la collita de l'oliva, principal font d'ingressos dels calaceitans, precipitaren l'emigració de molta gent cap a les ciutats industrials, Barcelona i la seua àrea metropolitana en la majoria dels casos, a la recerca de treball. Este fet provocà l'inici d'una davallada important de la població de Calaceit, la qual encara continua per manca d'ofertes de treball per al jovent, lo qual marxa a estudiar fora de la comarca i ja no troba possibilitats per tornar-hi.

## Economia
L'agricultura és la principal activitat econòmica. Los conreus de secà són los predominants, amb l'oliver com a conreu principal, seguit de l'ametler i, en menor mesura, la vinya. A partir dels anys setanta i vuitanta cal destacar l'augment de la ramaderia i, fonamentalment, de les granges porcines, tot i la presència de les granges avícoles i de conills. Alguns pastors mantenen encara ramats d'ovelles i cabres.
La petita activitat industrial se redueix bàsicament a les indústries derivades de l'agricultura, a més de la cooperativa agrícola, hi funcionen algunes empreses de transformació de l'oliva: una fàbrica d'oli i un parell d'assaonadors. A més a Calaceit hi trobem un taller de marroquineria i una impremta gràfica i també diversos empresaris que es dediquen a la construcció.

## Administració i política
La composició de l'ajuntament després de les eleccions municipals de 2011 fou de 4 regidors per al PSOE (Rosa Maria Domènech, Àngel Ramon Ferrer Serrat, M. Teresa Salvador Monreal i Eva M. Abás Valls), 4 per al PP (José M. Salsench Mestre, José Manuel Anguera Niella, Juan Isidro Casasús Moreno i Eduardo Gasulla Serrat) i 1 per a ERC - Entesa per Calaceit (Paulí Fontoba Solé).
L'actual batlle del municipi és José M. Salsench Mestre (PP).
| Període      | Nom de l'alcalde/-essa      | Partit polític | Data de possessió |
| ------------ | --------------------------- | -------------- | ----------------- |
| 1979 - 1983  | Avelino Claramunt Portoles  | Independent    | 19/04/1979        |
| 1983 - 1987  | Avelino Claramunt Portoles  | PP             | 28/05/1983        |
| 1987 - 1991  | Avelino Claramunt Portoles* | PP             | 30/06/1987        |
| 1991 - 1995  | Fernando de Latorre Jasa    | PP             | 15/06/1991        |
| 1995 - 1999  | Fernando de Latorre Jasa    | PP             | 17/06/1995        |
| 1999 - 2003  | Juan Miguel Casasús Mata    | PP             | 03/07/1999        |
| 2003 - 2007  | Juan Miguel Casasús Mata    | PP             | 14/06/2003        |
| 2007 - 2011  | Rosa Maria Domènech Vidal   | PSOE           | 16/06/2007        |
| 2011 - 2015  | José María Salsench Mestre  | PP             | 11/06/2011        |
| 2015 - 2019  | José María Salsench Mestre  | PP             | 13/06/2015        |
| 2019 - 2023  | Carlota Nuñez Monclús       | PP             | 15/06/2019        |
| Des del 2023 | n/d                         | n/d            | 17/06/2023        |

## Patrimoni
Lo patrimoni de Calaceit pot classificar-se en dos grans grups: patrimoni arquitectònic i patrimoni arqueològic.

### Patrimoni arquitectònic

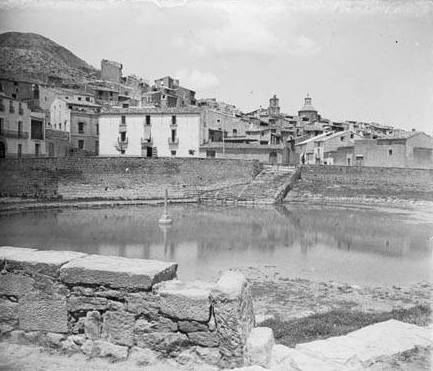
La Bassa en una imatge d'entre 1915 i 1930

Des del punt de vista arquitectònic se pot destacar els següents monuments:
- L'edifici de l'Ajuntament.Obra datada 1609 en la planta baixa se situa la llotja i l'antiga presó, mentre que a la planta noble hi ha el Saló de Plens amb un interessant crucifix de fusta del Sant Crist; cal destacar a la segona planta la típica galeria amb arquets de mig punt.[4]
- La plaça d'Espanya o el Sitjar de les sitges, se tracta del lloc de reunió dels habitants de la població, i antigament sota els porxos se feien assemblees, sigui ajusticiava als presos o es realitzava el mercat.[4]
- La Bassa, que recollia l'aigua de la pluja per al proveïment de la població, bestiar i cavalleries, així com de les bòbiles properes. També s'utilitzava per a la cria de peixos que es venien a benefici de la Confraria de la Sang.[4]
- Nucli urbà, entre els carrers destaquen: Carrer Maella, Carrer Major, Casa del Justícia, plaça dels Artistes, Casa taller Teresa Jassa.Moí de la Vila, Casa Natal de Juan Cabré i rèpliques de racons de pobles espanyols a Barcelona com succeeix amb la casa Moix i la casa Jassa.[4]
- Font de Vila, originària del segle xii o XIV, se tracta d'una font o pou d'estil gòtic.[4]
- Església Parroquial de l'Assumpció.Obra d'estil Barroc datada l'any 1695 i construïda sobre el solar de la primitiva església gòtica de dimensions més reduïdes.De planta de saló amb tres naus a les quals corresponen les tres portes de la façana decorades amb claus de forja.[4] Va estar dedicada a Santa Maria del Pla, encara que actualment ho està a l'Assumpció de Nostra Senyora.[6]
- Torre de Calaceit, visiblement reconeixible encara que actualment sigui un habitatge, va ser part de la muralla. És de planta quadrada de carreus.[6]
- Portals - Capelles.Sobre els antics portals de la muralla de Calaceit, se van construir capelles com la capella barroca de Sant Antoni datada del segle xvii. Lo Portal-Capella de la Verge del Pilar era l'antiga porta formava part de la muralla que al segle xviii. La seua singularitat és que se situa sobre terreny inclinat i en ella conflueixen 8 carrers. També hi ha portals que segueixen sent tals l'anomenat d'Orta que s'eleva sobre una gran escalinata, i que es localitza prop del portal capella de Sant Antoni.[4]
- Capella de Sant Roc.Obra renaixentista de l'any 1613 construïda sobre un pendent costat de l'antic hospital, molt a prop del Portal de la Font, on hi havia la taula de la Carrasca o duana que Calaceit posseïa com a poble fronterer que limitava amb Catalunya.Com l'edifici quedava a la part d'extramurs, se va edificar amb finestres en forma d'espitllera.[4]
- El Museu Juan Cabré, ubicat dins lo nucli històric de Calaceit, localitat en la qual va néixer l'arqueòleg i pintor Joan Cabré.[6]
- Ermites, com les de Sant Cristòfol i del Calvari o l'ermita de Santa Anna.[4]

### Patrimoni arqueològic

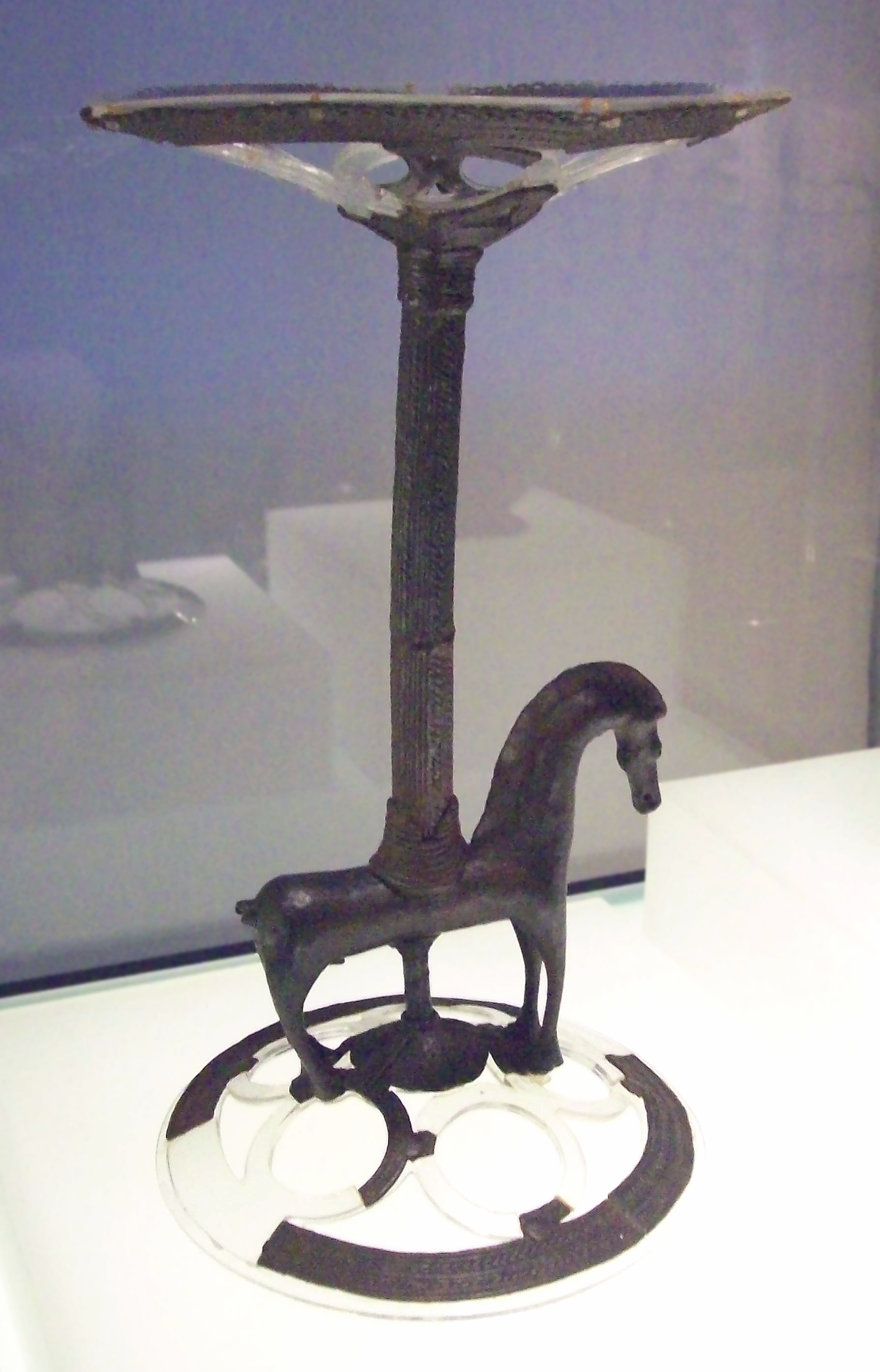
Thymiatérion de Calaceit, canelobre de bronze de gran valor conservat al Museu Arqueològic Nacional d'Espanya a Madrid

Per la seua banda, també cal destacar la riquesa arqueològica de la zona, en la qual se presenten com a exemples més importants:
- Poblat iber de San Antonio. Amb dues fases de desenvolupament: una, inicial, corresponent als segles V i IV aC, situada a la part més elevada del turó, i una altra posterior, datada al segle iii aC, que va ampliar el primer nucli d'ocupació construint noves alineacions d'habitatges disposats en terrasses adaptades al terreny i envoltant d'una muralla, torrasses i altres estructures defensives. Lo moment d'apogeu del poblat se situa al segle iii aC.[5]

Se van iniciar les excavacions a 1902 i en 1931 va ser declarat Bé d'interès cultural. Lo poblat està situat a l'extrem meridional de la serra de Sant Cristòfol.
- Poblat Ibèric "Tossal Redó". Que inclou dos poblats molt propers. Un, denominat tradicionalment com "poblat petit de Tossal Redó", pendent de recuperació, mal conservat i mal conegut; i el "poblat gran" que és lo que recentment recuperat i fet valdre. Este poblat gran de Tossal Redó se situa en un turó de poca elevació presenta un urbanisme de model de carrer central, presentant un eixamplament cap al fons. A banda i banda d'este carrer se disposen mig centenar de cases de planta quadrangular amb les portes d'accés cap a este carrer.Entorn del poblat se conserven restes de dos petits recintes emmurallats.[5][6]

Lo poblat de Tossal Redó va ser totalment excavat en les primeres dècades del segle xx, en intervencions sota la direcció de Juan Cabré i pel pare Furgús, encara que més tard lo jaciment va ser excavat per P.Bosch Gimpera i Josep Colominas en los anys 1914 i 1917.
- Poblat Ibèric "Los Castellans". Excavat en la seua pràctica totalitat per P.Bosch Gimpera entre 1910-1912. Se tracta d'un assentament amb disposició urbanística de carrer central amb cases de planta rectangular adossades als seus costats. Al nord, este carrer central acaba en unes escales que permeten l'accés a un gran bastió que protegeix per este costat l'assentament.[5][6]

L'ocupació del turó en lo qual s'assenta els castellans pot situar-se entre la segona meitat del segle vi i la segona meitat del segle ii aC
- Altres assentaments ibèrics són los Umbries i les Ferreres.[5]

## Cultura i festes
Són diverses les associacions i entitats que porten a terme activitats culturals i recreatives a Calaceit. Entre elles destaquen l'Escola de Municipal de Música, des d'on s'ensenya música als jóvens del poble i també s'organitzen diverses activitats que tenen la música com a motiu principal; l'Associació de Dones, associació que es troba darrere de la majoria d'activitats culturals que es desenvolupen a Calaceit (conferències, festa de Carnaval, dia del Llibre, dia de la Dona treballadora) i el Club Ciclista entre d'altres.
Des de 1980 existeix a la vila la Fundació Noesis, que fou fundada per un escriptor Belga (Didier Coste) a fi de promoure la literatura i l'art.Durant uns anys l'activitat de la fundació va ser intensa sobretot durant l'estiu (conferències, col·loquis, exposicions, publicació de llibres), però darrerament esta activitat està gairebé paralitzada.
D'altra banda, el Museu Joan Cabré, situat en una antiga casa rehabilitada, acull la col·lecció arqueològica, pictòrica i fotogràfica privada d'est arqueòleg calaceità i realitza exposicions temporals de pintura d'artistes relacionats d'una manera o altra amb Calaceit.
A la vila hi ha també una biblioteca de dependència municipal.
La festa major (Festes d'Agost) té lloc lo 15 d'agost.Altres celebracions destacades de la vila són la festa de Sant Antoni, el 17 de gener, l'acte principal de la qual és l'encesa d'una gran foguera pels quintos i quintes d'aquell any.
Coincidint amb la segona Pasqua, se celebren les Festes de Primavera: lo dissabte té lloc la romeria a l'ermita de Santa Anna; lo diumenge la festa en honor de Sant Isidre, mentre que el dilluns de Pasqua es fa la festa de la Santa Espina amb una processó pels carrers més antics de la vila, els quals se guarneixen amb catifes de flors i petits altarets realitzats per les veïnes.
Lo cap de setmana més proper al 10 de juliol té lloc la tradicional festa de Sant Cristòbol, que comença la nit del divendres amb una sardinetada popular en la mateixa ermita on lo dissabte se celebra un aplec durant tot lo dia.
Des de fa uns anys Calaceit ha recuperat la festa de Carnaval amb una cercavila pels carrers del poble i un ball de disfresses.